# Décylbenzène
Le décylbenzène, hexadécahydropyrène ou perhydropyrène (C16H26) est un hydrocarbure similaire au pyrène, naturellement présent dans le pétrole.

### liens externes
- (en) Khurshid Ayub, Rui Zhang, Stephen G. Robinson, Brendan Twamley, Richard Vaughan Williams et Reginald H. Mitchell, « Suppressing the Thermal Metacyclophanediene to Dihydropyrene Isomerization:  Synthesis and Rearrangement of 8,16-Dicyano(2.2)metacyclophane-1,9-diene and Evidence Supporting the Proposed Biradicaloid Mechanism », The Journal of Organic Chemistry, vol. 73, no 2,‎ 2008, p. 451 (PMID 18154301, DOI 10.1021/jo7019459, lire en ligne)
- (en) R Mitchell, « Synthesis of the elusive dibenzannelated dihydropyrene dibenzo(e,l)dimethyldihydropyrene, a molecular photo-switch », Tetrahedron Letters, vol. 37,‎ 1996, p. 5239 (DOI 10.1016/0040-4039(96)01074-X, lire en ligne)